# Angélica Liddell
Angélica Liddell Zoo, pseudónimo de Catalina Angélica González Cano (Figueres, Girona, Catalunha em 1966) é produtora, encenadora, actriz, escritora, poetisa e dramaturga espanhola, criadora da companhia Atra Bilis Teatro, juntamente com Gumersindo Puche.
É licenciada em Psicologia e Arte Dramática. A sua obra compreende narrativa, poesia e acções, para além de textos teatrais, dos quais treze foram já encenados em Espanha, Brasil, Colômbia, Bolívia, Portugal, Alemanha, Chile e República Checa.
Em 1988 inicia a sua trajectória no teatro e, em 1993, funda, juntamente com Gumersindo Puche, a companhia Atra Bilis Teatro. 
A sua obra trata de temas como a decadência da instituição familiar ou o lado negro do ser-humano, a morte, o sexo, sempre envolta num panorama trágico.
As suas obras encontram-se traduzidas para português, alemão e francês.

## Prémios e nomeações
- 2003 - Prémio de Dramaturgia Innovadora Casa de América
- 2004 - Prémio SGAE de Teatro
- 2005 - Prémio Ojo Crítico Segundo Milenio
- 2005 - Finalista do Prémio de Teatro Caja España

## Obras

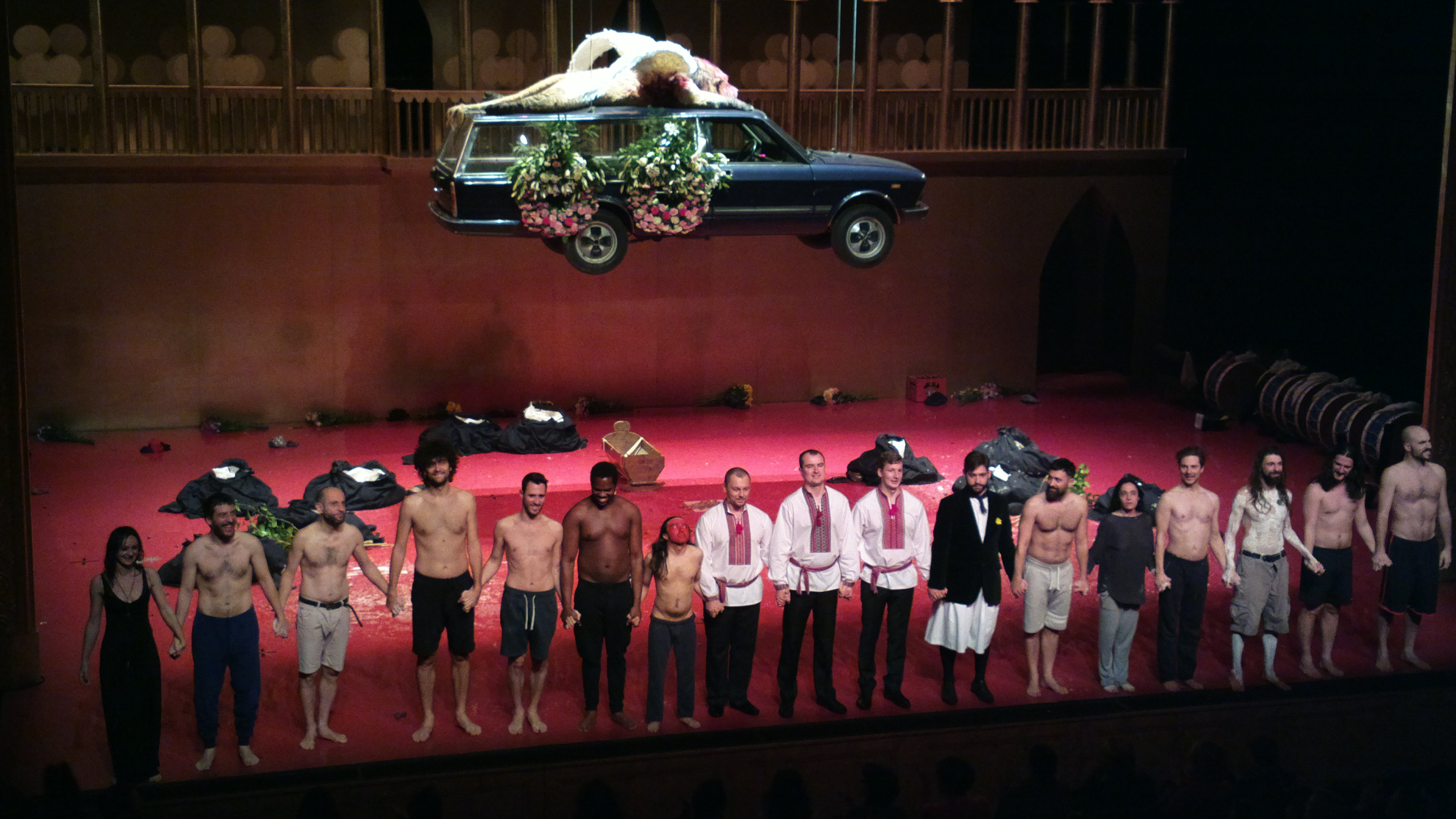
Angélica Liddell : You are my destiny (Lo stupro di Lucrezia)

- Actos de Resistência Contra a Morte
- El matrimonio Palavrakis;
- Once Open a Time in West Asphixia
- Hysterica Passio
- Lesiones Incompatibles com la Vida
- Frankenstein
- La Falsa Suicida [1]
- Y Como No Se Pudrió...Blancanieves
- Y Los Peces Salierom a Combatir Los Ombres
- Y Tu Mejor Sangría
- Broken Blossoms
- Yo No Soy Bonita
- Boxeo Para Células y Planetas
- Dolorosa
- El Año de Ricardo
- El Jardín de Madrágoras
- Las Condenadas
- Perro Muerto in Tintorería: Los Fuertes
- Leda
- El Amor que no se Atreve a Decir su Nombre
- Menos Muertos
- Agua y Limonada en el Madison Square Garden